# Skin o’ My Teeth
«Skin o’ My Teeth» — песня американской хэви-метал-группы Megadeth с мультиплатинового альбома Countdown to Extinction, вышедшая в виде сингла в 1993 году. Лидер группы, Дэйв Мастейн, написал эту песню о суициде и неспособности некоторых людей убить самих себя.
MTV не понравился текст «Skin o’ My Teeth», так как они посчитали, что песня пропагандирует суицид. Нам потребовалось достаточно много времени, чтобы сделать наши отношения с MTV политкорректными. Так что я не хочу снимать видео, которое они посмотрят и скажут: «Вы идиоты», и если они скажут мне: «Дейв, мы собираемся крутить твою песню такой, какая она есть, но только в том случае, если ты заявишь, что эта песня не пропагандирует суицид», то я сделаю это. «Эй, эта песня не пропагандирует суицид!Дэйв Мастейн, 1992 год 
.
Эта песня о том, как много раз я пытался убить себя, но я так и не смог добиться этогоДэйв Мастейн на концерте, 1992 год 
.
Это о людях, которые хотят покончить с собой, но не могут довести дело до конца. Ну знаете, они режут себе вены, но не слишком глубоко. Или они бросаются под машину, но она просто ломает им ногу или типа тогоДэйв Мастейн, 1992 год  
.
Песня исполнялась на концерте в Буэнос-Айресе, однако не вошла в окончательный вариант DVD That One Night: Live in Buenos Aires, хотя и попала в трек-лист концертного CD.

## Кавер-версии
- Финская группа Kalmah записала кавер-версию на «Skin o’ My Teeth» для своего второго студийного альбома They Will Return 2002 года
- Часть барабанной партии Ника Менцы из этой песни использовала группа Pendulum для трека «Another Planet» из альбома Hold Your Colour

## Список композиций
7" Skin O'My Teeth (UK):
1. "Skin O'My Teeth"
2. "Holy Wars... The Punishment Due" (General Schwarzkopf Mix)

10" Skin O'My Teeth (UK):
1. "Skin O'My Teeth"
2. "Holy Wars... The Punishment Due" (General Schwarzkopf Mix)
3. "High Speed Dirt" (концерт)
4. "Примечания Мастейна"

CD Skin O'My Teeth (UK):
1. "Skin O'My Teeth"
2. "Lucretia" (концерт)
3. "Skin O'My Teeth" (концерт)

CD Skin O'My Teeth (UK):
1. "Skin O'My Teeth"
2. "Holy Wars... The Punishment Due" (General Schwarzkopf Mix)
3. "High Speed Dirt" (концерт)

- (Живые треки записаны в Висконсине 23 мая 1992 года) [2]

## Чарты
| Чарт (1992)                     | Позиция |
| ------------------------------- | ------- |
| Ирландия (IRMA)                 | 11      |
| Великобритания (OCC UK Singles) | 13      |

## Участники записи
- Дэйв Мастейн — ритм-гитара, вокал
- Марти Фридмен — соло-гитара, бэк-вокал
- Дэвид Эллефсон — бас-гитара, бэк-вокал
- Ник Менца — барабаны, бэк-вокал